# Данилівка (Шепетівський район)
Дани́лівка — село в Україні, у Білогірській селищній громаді Шепетівського району Хмельницької області. Розташоване в південно-західній частині району, на річці Полкві, правій притоці Горині. До 2020 орган місцевого самоврядування — Денисівська сільська рада.

## Історія
У 1906 році село Семенівської волості Острозького повіту Волинської губернії. Відстань від повітового міста 54 верст, від волості 5. Дворів 103, мешканців 662.
7 (20) листопада 1917 року, відповідно до Третього Універсалу Української Центральної Ради, увійшло до складу Української Народної Республіки.
12 червня 2020 року, відповідно до розпорядження Кабінету Міністрів України № 727-р «Про визначення адміністративних центрів та затвердження територій територіальних громад Хмельницької області», увійшло до складу Білогірської селищної громади.
19 липня 2020 року, в результаті адміністративно-територіальної реформи та ліквідації Білогірського району, село увійшло до складу новоутвореного Шепетівського району.

## Населення
Населення села за переписом 2001 року становило 333 особи, в 2011 році — 288 осіб.

### Мова
Розподіл населення за рідною мовою за даними :
| Мова       | Кількість | Відсоток |
| ---------- | --------- | -------- |
| українська | 332       | 99.7%    |
| російська  | 1         | 0.3%     |
| Усього     | 333       | 100%     |

## Галерея

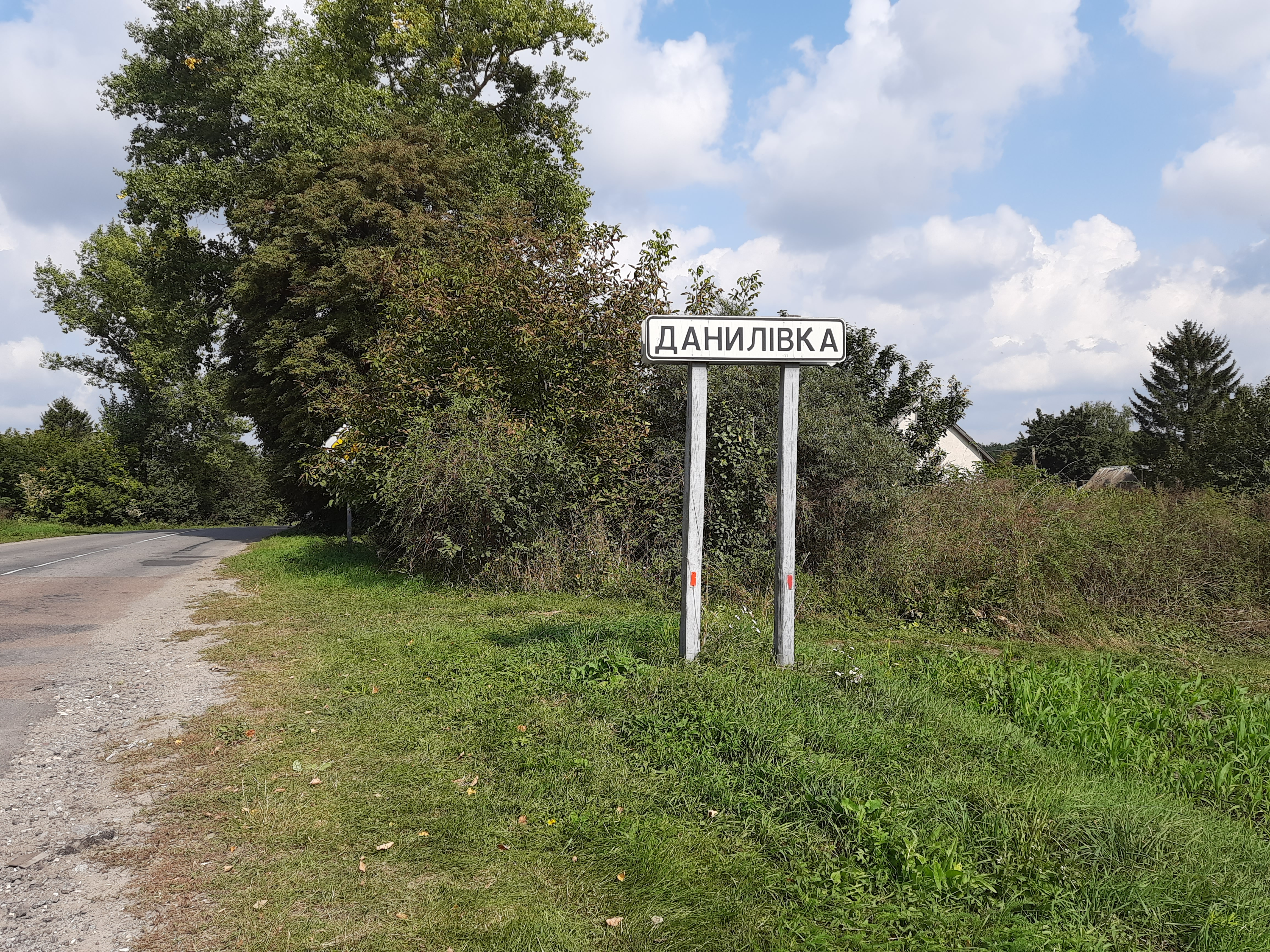
Дорожній знак при в'їзді в село
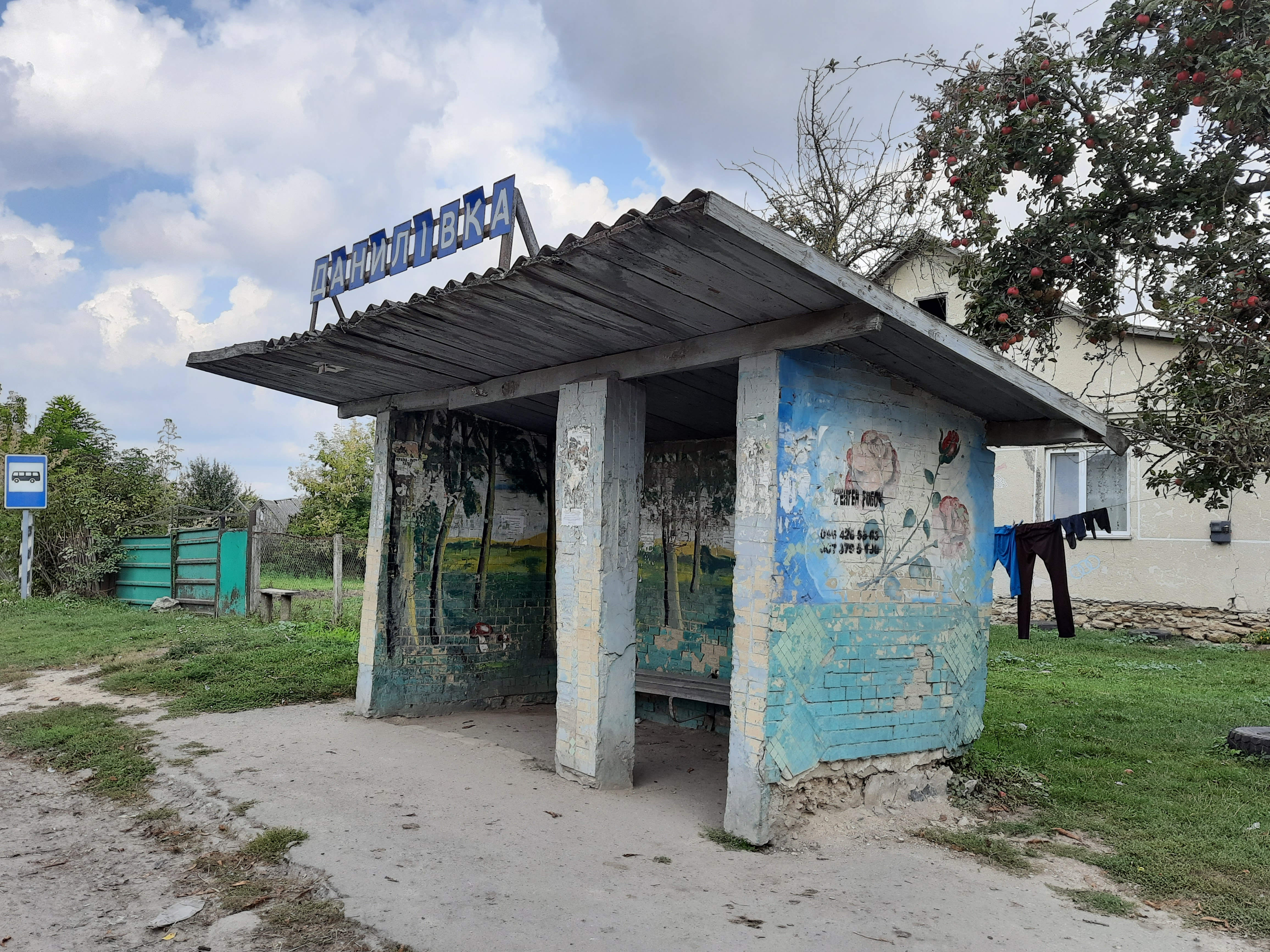
Автобусна зупинка